# Can Boet
Can Boet és una masia neoclàssica de Mataró (Maresme) protegida com a bé cultural d'interès local.

## Descripció
Masia situada a l'extrem sud del barri que duu el mateix nom, molt a prop de l'autopista del Maresme i del clos arqueològic on fins no fa gaire temps hi havia la torre i la masia de Can Llauder. Can Boet pertany al primer grup de masies, segons la classificació de Bonet i Garí, amb teulada a dues aigües perpendiculars a la façana. La masia és del segle xviii, amb elements neoclàssics afegits a la façana. No ha sofert cap modificació.
Can Boet és de les poques masies que resten en la fèrtil plana baixa de la riera d'Argentona, actualment en fase d'expansió industrial.
Can Boet es un equipament municipal per a la gestió del patrimoni cultural del museu de Mataró i incorpora el centre d'interpretació del jaciment arqueològic de la vil·la romana de
Torre Llauder i el Centre de Documentació del Parc del Montnegre i el Corredor.